# Ільїнське сільське поселення (Малопургинський район)
Ільї́нське сільське поселення — муніципальне утворення в складі Малопургинського району Удмуртії, Росія. Адміністративний центр — село Ільїнське.
Населення — 1689 осіб (2015; 1680 в 2012, 1683 в 2010).
До складу поселення входять такі населені пункти:
| Населений пункт       | Населення, осіб (2010) | Населення, осіб (2012) |
| --------------------- | ---------------------- | ---------------------- |
| Абдес-Урдес, присілок | 398                    | 394                    |
| Арляново, присілок    | 145                    | 142                    |
| Ільїнське, село       | 833                    | 836                    |
| Сосновка, присілок    | 274                    | 273                    |
| Чекалкіно, присілок   | 33                     | 35                     |

В поселенні діють початкова школа, 2 садочки, дитячий притулок (Сосновка), 3 фельдшерсько-акушерських пункти, 3 клуби, 2 бібліотеки.
Серед промислових підприємств працюють ТОВ «Нове», СПК «Схід», ТОВ «Юлдош», ТОВ «Західне», ТОВ «Будгазсервіс», АЗС «Енком».